# Santo Antônio (Niterói)
Santo Antônio é um bairro da Região Oceânica de Niterói. Trata-se de um bairro pouco conhecido, atravessado pela Estrada Francisco da Cruz Nunes, e que faz limites com Piratininga (sudoeste), Jacaré (Noroeste e Norte), Serra Grande (Nordeste), Maravista (Leste), Itaipu (Sudeste e Sul) e Camboinhas (Sul).
Foi oficialmente desmembrado de Itaipu em 4 de abril de 2002, com a Lei Municipal 1968, que instituiu o Plano Diretor da Região Oceânica.

## Geografia

### Delimitação
O território de Santo Antônio limita-se com Piratininga e Jacaré na Estrada Francisco da Cruz Nunes, um pouco após a Rua Jornalista Siney Correa, que pertence a Piratininga, enquanto o outro lado da estrada faz parte do Jacaré. Do outro lado, faz limites com Itaipu e Maravista, também na Estrada Francisco da Cruz Nunes, num ponto entre a Rua São Fábio (Santo Antônio) e a Rua Jornalista Newton (Maravista).